# Marian Craig Wentworth
Marian Craig Wentworth (ur. 1872, zm. 1942) – amerykańska poetka i dramatopisarka.

## Życiorys
Marian Craig Wentworth urodziła się w miejscowości St.Paul w stanie Minnesota 25 stycznia 1872. Wstąpiła na tamtejszy uniwersytet stanowy. Studia ukończyła w 1894. Potem kontynuowała naukę w Curry School of Expression. Po studiach pozostała w Bostonie jako nauczycielka. W 1900 wyszła za mąż za Franklina H. Wentwortha. Urodziła jednego syna. W 1912 rozwiodła się.

## Twórczość
Marian Craig Wentworth, choć napisała wiele dzieł poetyckich i dramatycznych, jest znana przede wszystkim jako autorka jednego utworu, sztuki o wymowie pacyfistycznej, War Brides (Wojenne narzeczone), wydanej w 1915, w trakcie I wojny światowej. Utwór ten, będący jednoaktówką, został napisany z myślą o słynnej wówczas rosyjskiej aktorce Alli Nazimovej. Został wkrótce przetłumaczony na język włoski. Sztuka została sfilmowana. Oprócz tego Marian Craig Wentworth wydała między innymi The Flower Shop: A Play in Three Acts (1912), The Midnight Meeting at Versailles (1919), The Blue Cape: A Play in One Act (1940) i tom wierszy Iridescent Days: Poems (1939).